# Sprowston
Sprowston är en civil parish i Storbritannien.   Den ligger i grevskapet Norfolk och riksdelen England, i den sydöstra delen av landet, 160 km nordost om huvudstaden London. Arean är 9,5 kvadratkilometer.
Terrängen i Sprowston är mycket platt.